# Jerome Carter
Pour les articles homonymes, voir Carter.
(en) Statistiques sur pro-football-reference
(en) Statistiques sur statscrew
Jerome Elton Carter (né le 25 octobre 1982 à Lake City) est un joueur américain de football américain.

## Enfance
Carter étudie à la Columbia High School de sa ville natale de Lake City où lors de sa dernière année, il est nommé dans l'équipe des meilleurs joueurs de Floride et même le meilleur joueur de l'État selon le Gainesville Sun et meilleur joueur de Classe 5A selon l'association des entraîneurs de Floride.

## Carrière

### Université
Il entre à l'université d'État de Floride où il va faire durant sa carrière universitaire 257 tacles, 2,5 sacks et trois interceptions.

### Professionnel
Jerome Carter est sélectionné au quatrième tour du draft de la NFL de 2005 par les Rams de Saint-Louis au 117e choix. Lors de sa saison de rookie, il joue quatorze matchs dont deux comme titulaire. Le 27 novembre, il fait sensation en faisant douze tacles contre les Texans de Houston. Sur cette saison, il en fait trente-huit. La saison suivante, il réalise sa première interception en professionnel, contre les Lions de Detroit mais il reste à un poste de remplaçant. En 2007, il ne joue que cinq matchs à cause d'une blessure au pied. Le 11 mars 2008, il signe un nouveau contrat avec Saint-Louis comme unrestricted free agent (transférable) et participe au camp d'entraînement avant d'être libéré le 29 août. Il passe la saison 2008 sans équipe.
Le 12 janvier 2009, Carter signe un contrat d'essai avec les Cowboys de Dallas et joue les matchs de pré-saison. Néanmoins, il n'est pas conservé pour la saison 2009 et libéré le 5 août.
Par la suite, il s'engage avec les Tuskers de Floride, jouant avec l'United Football League avec qui il joue pendant deux saisons. L'équipe ayant de graves problèmes économiques est remplacé par les Destroyers de Virginie qui reprend tout le roster des Tuskers. La franchise de Virginie remporte le championnat UFL 2011 mettant fin au règne des Locomotives de Las Vegas.

## Palmarès
- Mention honorable de la Conférence ACC 2004